# Чаморро

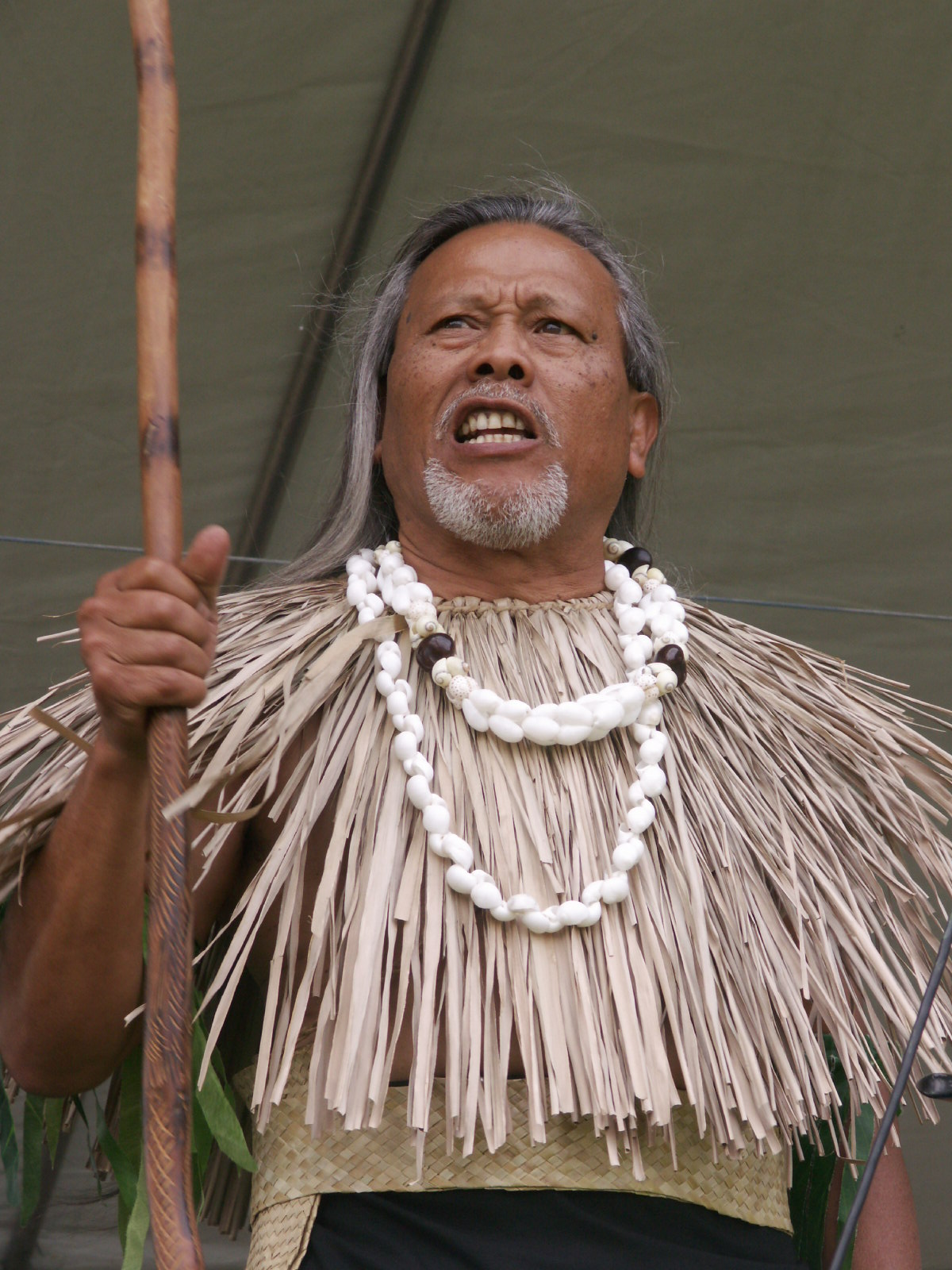

Чамо́рро — самоназва корінних жителів острова Гуам, етимологія слова неясна, одна з версій — від місцевого «чаморі» — вождь. Чисельність — 80 тис. чоловік, з них 16 тисяч проживають на інших Маріанських островах. Близькі до маршальців.
Як і палау, чаморро відносять до переселенців з Філіппін, виокремлюючи їх від інших мікронезійців. Доказами цього є: схожість стародавньої кераміки (маріанська червона кераміка), вирощування рису, унікальне для Океанії, латте — стародавні мегаліти.
Мова чаморро належить до австронезійської сім'ї мов, та, окрім своїх одвічних слів містить значну частку іспанських запозичень.
У 1561 році на Маріанських островах з'явилися іспанці, це були перші острови, які побачив Магеллан в Тихому океані. Він їх назвав Злодійськими, мабуть, тому що в остров'ян були свої погляди на особисту власність. Через сторіччя почалися іспано-чаморрські війни, населення було винищене — його чисельність впала з 100 до 3 тисяч. Зараз чистокровних чаморро немає, сучасні це метиси від шлюбів з філіппінцями, японцями, іспанцями, мексиканцями.
Основа господарства — підсічно-вогняне землеробство, вирощування ямсу, рису, бананів, кокосової пальми, очерету. Додатково — садівництво, рибальство. У їжу вживають також м'ясо черепах, кажанів. Для рибальства використовуються сітки, катамарани з трикутним вітрилом. Традиційні знаряддя в сільському господарстві — палиця, кам'яна мотика. Польові роботи вважаються чоловічою роботою.
Житло — у вождів будинку палі, у простого народу — хатини з листя. Традиційний одяг — один пояс з листя, в дощі —— накидка з листя. Зараз — звичайний європейський одяг та будинки європейського типу.
Рід — матрилінійний. Декількома селами керував вождь. Існували доми неодружених. Виділялися три стани: матуа — старші вожді, атчаот — молодші вожді і мангат-чанг — простолюдини. Жінки мали високий статус, брали участь в радах. Дівчата користувалися дошлюбною свободою.
З колишніх традицій збереглася лише частина — пісні (чаморрита), ремесла — плетіння і прикраси з раковин, жування бетелю. Раніше був культ предків і шанування черепів предків. Сучасні чаморро працюють по найму, у тому числі і на військових базах США.